# 34-j skoryj
34-j skoryj (34-й скорый) è un film del 1981 diretto da Andrej Maljukov.

## Trama
Il treno veloce N34 è partito esattamente nei tempi previsti. I passeggeri si stavano tranquillamente preparando per andare a letto, e all'improvviso nello scompartimento vuoto si alzò la tenda di una sigaretta spenta e con essa l'intera carrozza. Ferroviari e passeggeri stanno lavorando insieme per prevenire un disastro.